# Cuatro (Flotsam and Jetsam)
Pour les articles homonymes, voir Cuatro.
Albums de Flotsam and Jetsam
When the Storm Comes down
(1990) Drift
(1995)
Cuatro est le quatrième album studio du groupe américain Flotsam and Jetsam.

## Liste des morceaux
Toutes les pistes par Edward Carlson, Eric A. Knutson, Jason Ward, Kelly Smith, Michael Gilbert, & Eric Braverman sauf indication. 
1. Natural Enemies – 3:35
2. Swatting At Flies – 4:03
3. The Message – 4:32 (Carlson, Knutson, Ward, Smith, Gilbert, Chris Cornell)
4. Cradle Me Now – 4:04 (Carlson, Knutson, Ward, Smith, Gilbert)
5. Wading Through The Darkness – 6:06
6. Double Zero – 4:43
7. Never To Reveal – 4:16
8. Forget About Heaven – 4:47
9. Secret Square – 5:21
10. Hypodermic Midnight Snack – 3:46
11. Are You Willing – 4:00
12. (Ain't Nothing Gonna) Save This World – 3:45

### 2008 Bonus Tracks
1. Date With Hate
2. Wading Through The Darkness (radio edit)
3. Wading Through The Darkness (industrial mix)
4. Cradle Me Now (edit version)
5. Wading Through The Darkness (video)

## Singles
- 1992 : Never To Reveal
- 1993 : Wading Through The Darkness
- 1993 : Cradle Me Now
- 1993 : Swatting At Flies

## Composition du groupe
- Eric A.K. : Chants
- Michael Gilbert : Guitare
- Jason Ward : Basse
- Edward Carlson : Guitare
- Eric Braverman : producteur